# Zlatí úhoři (kniha)
Zlatí úhoři je kniha českého prozaika židovského původu Oty Pavla (vlastním jménem Otto Popper). Tato sbírka povídek, obsahující povídky ze dvou Pavlových próz – Smrt krásných srnců (1971) a Jak jsem potkal ryby (1974), byla poprvé vydána roku 1985 pod nakladatelstvím Československý spisovatel. Jedná se o soubor autobiografických povídek, které jsou zasazené do českého prostředí v období druhé světové války. Kniha byla inspirována vlastním životem Oty Pavla, proto je samotné dílo kombinací tematiky osudu židů v době druhé světové války, intenzivní Pavlovy rybářské vášně a neodmyslitelně radostných dětských zážitků s jeho výjimečným tatínkem. Literární vědkyně Hana Hrzálová hodnotí soubory povídek Smrt krásných srnců a Jak jsem potkal ryby, ze kterých je soubor Zlatí úhoři složen, jako jeho nejlepší díla. Název díla Zlatí úhoři je inspirován stejnojmennou povídkou, jež je souboru povídek také zahrnuta. Režisérem Karlem Kachyňou byly Pavlovy povídky již v roce 1979 zfilmovány – rovněž pod názvem Zlatí úhoři.

## Děj
Celá kniha je rozdělena do tří částí. První část, Zlatí úhoři, zachycuje předválečný život malého Oty a jeho tatínka Lea Poppera (později Leo Pavel), kteří spolu tráví čas rybařením a zažívají spolu nejrůznější příhody (jako např. když malý Ota nachytal svému tatínkovi k narozeninám jedenáct úhořů, které potom řezník přesolil tak moc, že nebyli poživatelní). Tato část knihy se nese v pozitivním a bezstarostném duchu a číší z ní optimismus a veselost.
Druhá část knihy s názvem Bílé hřiby je oproti části první diametrálně odlišná. Poukazuje na každodenní starosti židovské rodiny Popperových, která v době druhé světové války čelí nelehkým následkům kvůli jejich židovskému původu. Rodina se proto musí odstěhovat z Prahy do vesnice Buštěhrad, ze které jsou do koncentračního tábora odvedeni Otovi dva starší bratři, Hugo a Jiří, a později i otec.
Třetí a zároveň poslední část knihy nese název Smrt krásných srnců a uzavírá autobiografický příběh z dětství Oty Pavla. V úvodu se dozvídáme, že se z koncentračního tábora oba bratři a otec vrátili a celá rodina tak opět může žít společně v Buštěhradu. Děj třetí části se odehrává v době poválečné, kdy se dospělý Ota Pavel vrací do míst svého mládí a vzpomíná na chvíle strávené v těchto místech. Celou knihu uzavírá poněkud pesimistický konec, který oznamuje smrt tatínka Oty Pavla, Lea Poppera.

## Přijetí díla a interpretace
Bohumil Svozil, literární vědec a kritik, dlouhodobě se zabývající dílem a osobností Oty Pavla, sestavil soubor povídek Zlatí úhoři. Tento soubor, poprvé vydaný v roce 1985, je složen z vybraných povídek Oty Pavla, a to ze souborů Jak jsem potkal ryby (1974) a Smrt krásných srnců (1971). Bohumil Svozil ve Zlatých úhořích zachoval pouze ty povídky, které považoval za „umělecky silnější“ a charakteristické pro život Oty Pavla. Jelikož Svozil některé povídky ze souboru Jak jsem potkal ryby vyřadil a zachoval ve Zlatých úhořích pouze ty „umělecky více silné“, je překvapivé, že mnohé zachované povídky, dle Svozila „umělecky silnější“, byly podrobeny mnohem ostřejší a zásadnější kritice než ty, které byly vyřazeny.
Ota Pavel byl velmi specifickou osobností a měl neskutečný dar vyprávět, což se projevuje v mnoha jeho povídkách, ve kterých z obyčejných historek dokázal vytvořit literární text s velkými kvalitami. Oba soubory povídek, ze kterých je složen souhrn próz Zlatí úhoři, byly veřejností přijaty velmi dobře. Dobové recenze próz Smrt krásných srnců a Jak jsem potkal ryby ukazují, že oba tyto soubory byly odborníky hodnoceny kladně. Literární vědkyně Hana Hrzálová při příležitosti prvního vydání knihy Fialový poustevník v roce 1977 pronesla: „Je nesporné, že Smrt krásných srnců a Jak jsem potkal ryby patří k sobě. Obě knížky mají stejnou uměleckou a životní inspiraci; jsou tím nejlepším, co Ota Pavel napsal; a jimi se také nejvýrazněji a nejosobitěji zúčastnil na tvorbě české prózy sedmdesátých let“.   
Recenze Pavlových knih také často vyzdvihují obsahovou a stylovou ambivalenci. Dramatická tematika pod strachem prožitých dětských let Oty Pavla v časech druhé světové války dodává na vážnosti v celém díle. V kontrastu této dramatické tematiky se v textu objevuje také tematika poněkud veselejší, která vyrovnává negativní motivy války. Ota Pavel v pravou chvíli používá zábavnou formu a vtipné příhody, jež pochmurnost doby vyvažují. Právě tuto obsahovou protikladnost kladně hodnotí literární historik a teoretik Jiří Holý, který o Otovi Pavlovi napsal, že je jeho typickým rysem tendence mísit vrcholně dramatické s idylickým. Také Hana Hrzálová označuje tuto obsahovou ambivalenci Oty Pavla za základní a k tomu přirovnává styl psaní Oty Pavla k Bohumilu Hrabalovi: „Oba jsou z rodu vypravěčů, kteří mají smysl a talent pro humorné stránky života, pro onu zvláštní směs tragického a komického, jíž se vyznačuje život, a pro svérázné lidové figurky. Jsou však mezi oběma i nemalé rozdíly v přístupu ke skutečnosti, k lidem. Hrabal vzpomínku, prožitek, figuru rozvádí do anekdoty…deformuje realitu, nadsazuje. Ota Pavel je vážný, opravdový, v řádcích jeho próz hmatáš puls života, lásku i bolest…“.    

## Adaptace
Dle předlohy Pavlových povídek byla pod vedením režiséra Karla Kachyni v roce 1979 natočena stejnojmenná filmová adaptace Zlatí úhoři. Tento velmi úspěšný film získal první cenu na mezinárodním festivalu televizních a rozhlasových pořadů Prix Italia. Kromě filmové podoby Zlatí úhoři (1979) vznikl o sedm let později také televizní film Smrt krásných srnců (1986), motivovaný předlohou stejnojmenné knihy Oty Pavla Smrt krásných srnců a opět režírovaný Karlem Kachyňou. Na obou těchto televizních adaptacích anonymně s Karlem Kachyňou spolupracoval také prozaik a publicista Dušan Hamšík.